# Marsdenia tenacissima
Marsdenia tenacissima là một loài thực vật có hoa trong họ La bố ma. Loài này được (Roxb.) Moon mô tả khoa học đầu tiên năm 1824.